# MEMORIA
MEMORIA（拉丁文，意為「記憶」）是藍井艾露的出道單曲。2011年10月19日由SME Records發行。

## 概要
主打歌為電視動畫《Fate/Zero》的片尾曲之一。此單曲以:通常盤、初回生産限定盤及期間生產限定盤(動畫盤)三個版本發售。初回生産限定盤及動畫盤皆附DVD光盤。

## 收錄曲

### 初回生産限定盤、通常盤
1. MEMORIA
作詞：Eir、安田史生,作曲：安田史生,編曲：下川佳代
電視動畫《Fate/Zero》的片尾曲之一
2. Back To Zero
作詞：Eir、飯濱壯士, 作曲：安田史生, 編曲：飯濱壯士
3. white world
作詞、作曲：Eir, 編曲：飯濱壯士
4. MEMORIA（Instrumental）

### 初回生産限定盤 DVD
1. MEMORIA (Music Video)
2. MEMORIA (TV-CM)

### 期間生產限定盤(動畫盤)
Disc 1(CD)
1. MEMORIA
2. Back To Zero
3. white world
4. MEMORIA （TV-Anime Size）

Disc 2(DVD)
1. TV-Anime「Fate/Zero」 Promotion Movie #2

## 收錄專輯
| 曲名    | 專輯 | 發售日        | 備考          |
| ------- | ---- | ------------- | ------------- |
| MEMORIA | BLAU | 2013年1月30日 | 第1張原創專輯 |

## 備註
1. ↑  （日語）. Oricon.   [2013-10-14]. （原始内容存档于2013-10-26）.
2. ↑  （日語）. ビルボードジャパン. 2011年10月26日  [2011-10-26]. （原始内容存档于2011年9月19日）.
3. ↑  （日語）. サウンドスキャン. 2011年10月24日  [2011-10-26]. （原始内容存档于2019年11月28日）.

## 外部連結
- 索尼音樂娛樂介紹網站
  - 初回生産限定盤
  - 通常盤
  - 期間生産限定盤